# Туба (Сенегал)

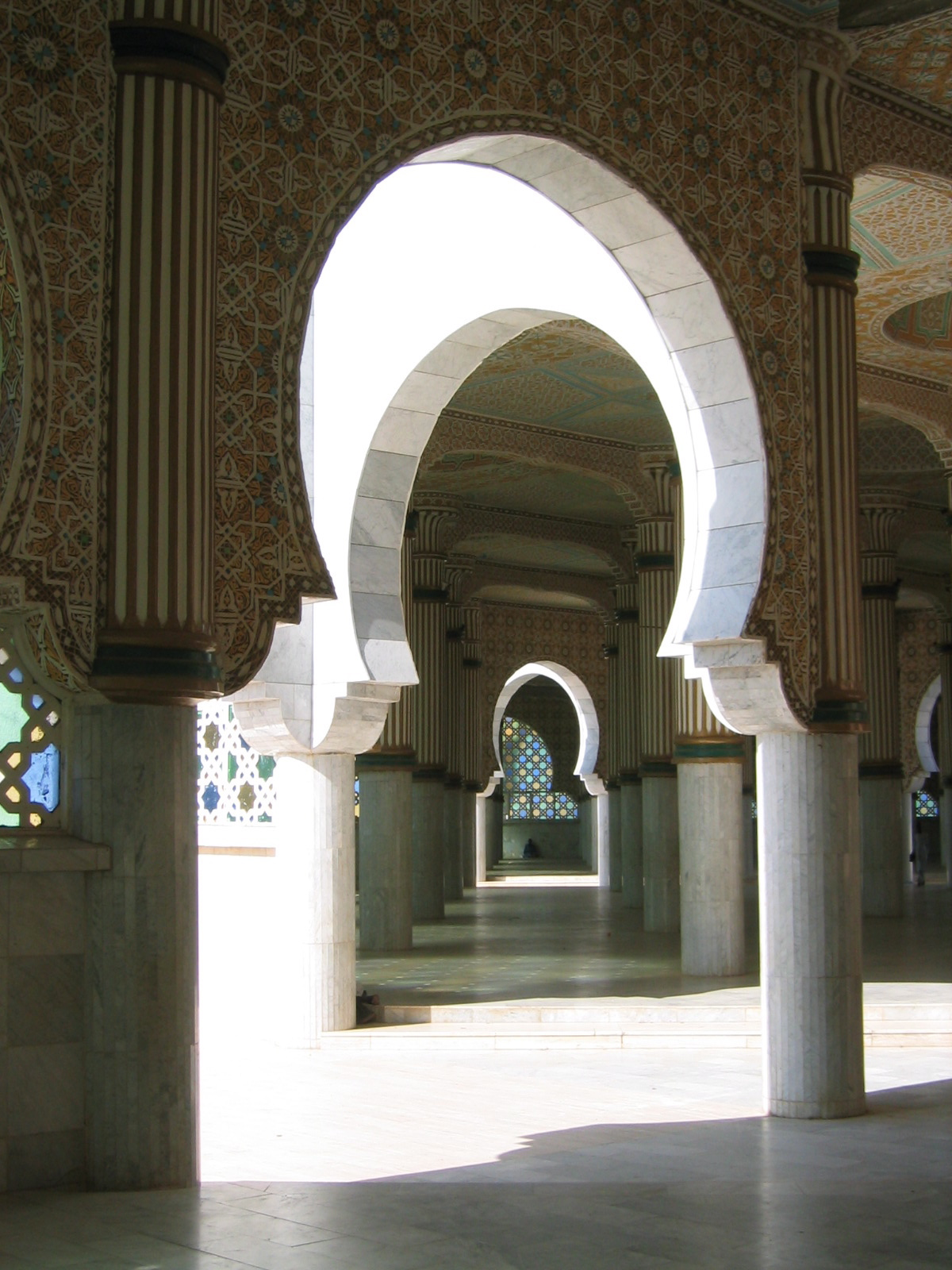
Інтер'єр мечеті

Туба́ (фр. Touba від араб. ţûbâ — щастя, блаженство) — місто в центральній частині Сенегалу. Засноване в 1887 році засновником суфійського ордена мюридія шейхом Амаду Бамба, але тривалий час залишався незначним поселенням, проте після того, як в Тубі був похований шейх Амаду Бамба в Тубі почалося спорудження грандіозної мечеті (завершена в 1963 році), і з тих пір місто перетворилося на головний центр тяжіння членів братства Мюридія і великий та швидко зростаючий культурний центр. У 2007 населення, згідно з переписом, становило 529 000 чоловік. Разом з містом-супутником Мбаке (який заснував прадід Амаду Бамба в 1796 році і де він народився) Туба є другим за величиною містом в Сенегалі після його столиці Дакара.